# USS Kidd (DDG-100)
USS Kidd (DDG-100) je americký torpédoborec třídy Arleigh Burke (verze Flight IIA). Jedná se o 50. postavenou jednotku své třídy. Do služby byl přijat roku 2007. Jeho domovským přístavem je Everett. Jako třetí americká válečná loď nese jméno kontradmirála Isaaca Campbella Kidda, který zemřel při útoku na Pearl Harbor na palubě bitevní lodě USS Arizona (BB-39). Torpédoborec Kidd smí jako jediná americká válečná loď vyvěsit pirátskou vlajku s lebkou a zkříženými hnáty (odkaz na piráta Williama Kidda). V minulosti měly toto právo i obě jeho jmenovkyně, tedy torpédoborec USS Kidd (DD-661) třídy Fletcher a USS Kidd (DDG-993), který byl prototypem stejnojmenné třídy.

## Konstrukce

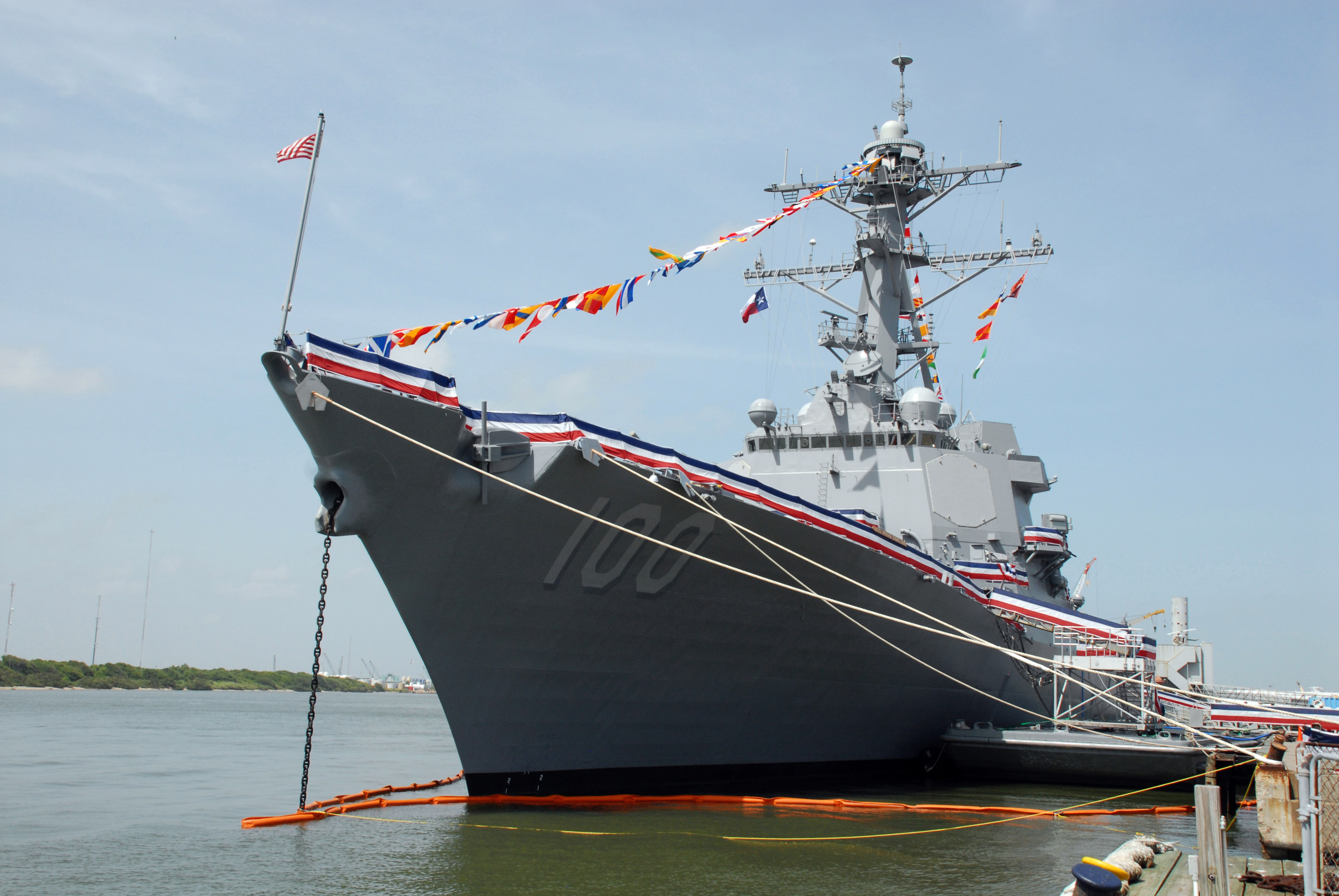
USS Kidd během přijetí do služby

Postavila jej loděnice Ingalls Shipbuilding v Pascagoule ve státě Mississippi. Jeho stavba byla zahájena 1. března 2004 a na vodu byl spuštěn 15. prosince 2004. Do služby vstoupil dne 9. června 2007.

## Služba

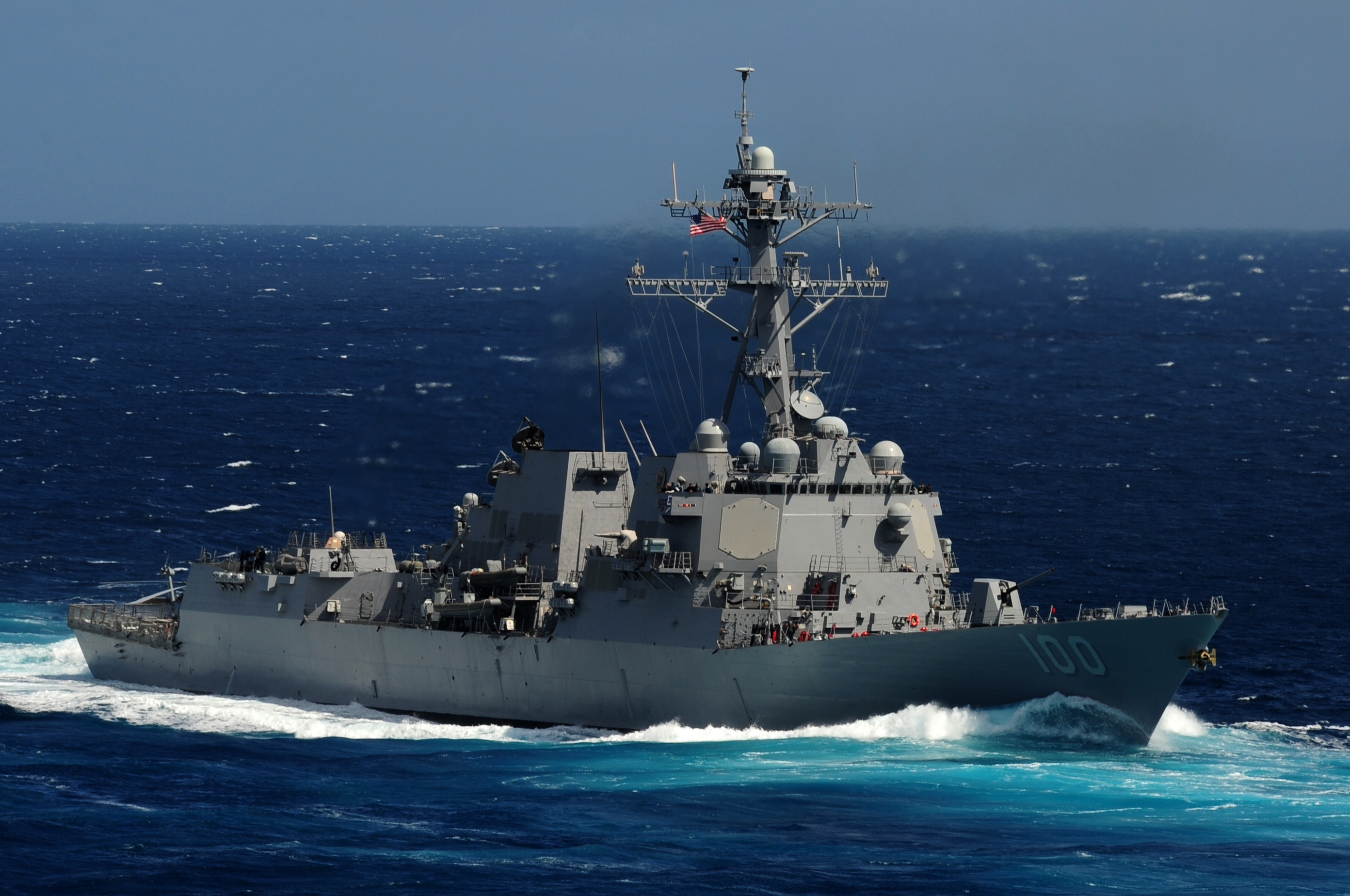
USS Kidd plující Pacifikem

Dne 5. ledna 2012 posádka torpédoborce Kidd osvobodila 13 členů posádky íránské rybářské lodě Al Molai ze čtyřicetidenního zajetí somálskými piráty.
V březnu 2014 se Kidd podílel na pátrání po zmizelém Boeing 777-200ER letu Malaysia Airlines 370.
Po vypuknutí pandemie onemocnění covid-19 byl torpédoborec Kidd druhou americkou válečnou lodí, na které byla část posádky (desítky osob) pozitivně testována na virus SARS-CoV-2. Torpédoborec tehdy byl součástí bojové skupiny letadlové lodě USS Theodore Roosevelt (CVN-71).